# Crédit du Nord
Crédit du Nord é uma rede bancária de varejo francesa. É composto pelos seguintes bancos:
- Banque Courtois, Toulouse, Aquitânia (o mais antigo banco existente na França, fundado em 1760)
- Banque Kolb, Alsácia, Lorena
- Banque Laydernier, Savoy
- Banque Nuger, Maciço Central
- Banque Rhône-Alpes, Lyon
- Banque Tarneaud, Limoges
- Société Marseillaise de Crédit, Marselha
- Crédit du Nord (o próprio) no resto da França
- Gilbert Dupont, uma empresa de corretagem de ações

A Crédit du Nord pertence principalmente à Société Générale, mas é operada separadamente da rede de banco de varejo francês da Société Générale. Ela é especializada em profissionais e pequenas empresas. Atende cerca de 1,5 milhão de clientes em mais de 700 lojas (2006).

## História
A Crédit du Nord começou em Lille em 1848. Depois de comprar vários bancos pequenos, foi adquirida por Paribas entre 1972 (propriedade de 35%) e 1988 (propriedade de 100%), mas permaneceu em funcionamento como uma rede separada. Nos anos seguintes, vários bancos franceses regionais foram trazidos para o grupo, mantendo seus nomes.
Em 1984, era o quinto grupo bancário francês. Foi renomeada, depois de trabalhar com a Creative Business (uma empresa de relações públicas), com um novo logotipo, gráficos de seu nome, arquitetura de suas filiais e relações públicas. Ele mudou seu logotipo de um cubo laranja para uma estrela azul.
Em 1997, toda a rede Crédit du Nord e os bancos associados foram adquiridos pela Société Générale da Paribas. Desde 2000, a Crédit du Nord pertence a 80% da Société Générale e 20% à Dexia.

## Controvérsia
Em 2010, a Autorité de la concurrence do governo francês (o departamento encarregado de regular a concorrência) multou onze bancos, incluindo a Crédit du Nord, a soma de 384.900.000 Euros por conspirar para cobrar taxas injustificadas no processamento de cheques, especialmente para taxas extras cobradas durante o transição da transferência de cheque em papel para a transferência eletrônica "Troca de verificação de imagem".